# Realschule Maria Stern Augsburg
Die Realschule Maria Stern Augsburg ist eine Realschule für Mädchen und Jungen in Augsburg, die 1933 gegründet wurde. Schulträger der staatlich anerkannten Privatschule ist das Schulwerk der Diözese Augsburg.

## Geschichte
Die Realschule Maria Stern wurde von den Schwestern der Franziskanerinnen von Maria Stern gegründet, die bis in das Jahr 2000 auch Schulträger waren. Der Schulbetrieb musste während des Zweiten Weltkrieges eingestellt werden, weil das Gebäude als Reservelazarett beschlagnahmt wurde. Ab dem 1. Januar 2001 übernahm das Schulwerk der Diözese Augsburg die Trägerschaft der Schule.
Die Schule war nach ihrer Gründung über mehrere Jahrzehnte eine reine Mädchenschule in franziskanischer Tradition. Heute nimmt sie nicht nur katholische, sondern auch evangelische Jungen und Mädchen auf.
Die Leitlinien der Schule orientieren sich an den Bereichen Religiöses Leben (religiöse Feste), Leben lernen, Weltoffenheit in einer globalisierten Welt und an Franz von Assisi als zeitloses Vorbild. Die vier Säulen der Ausbildung sind die Religiöse Erziehung, MINT (Mathematik, Informatik, Naturwissenschaft und Technik), Rat und Hilfe und Berufliche Orientierung. Diese sind in die franziskanischen Leitlinien eingebettet.
Die Schule bietet ein offenes Ganztagsangebot, an dem Schülerinnen der 5. und 6. Jahrgangsstufe teilnehmen können.

## Gebäude
Das Schulgebäude wurde im Stil der Neuen Sachlichkeit nach Plänen der Architekten Heinrich Sturzenegger und Anton Horle erbaut. Die Schule steht zusammen mit der zur gleichen Zeit nach Plänen des Kirchenbaumeister Michael Kurz entworfene Schulkirche St. Klara mit Rundfenster und Fresken von Robert Rabolt und dem Kruzifix von Karl Bauer und dem von Hans Wohlwend entworfenen weitläufigen Garten als Ensemble unter Denkmalschutz.
Das Schulgebäude besteht aus einem viergeschossigen, langgestreckten Bau mit flachem Walmdach mit Mezzaningeschoss. Im Osten befindet sich die vorspringende Kapelle. Im Süden schließt sich der dreigeschossige Anbau mit flachem Satteldach an.
Im selben Gebäude befindet sich das Gymnasium Maria Stern Augsburg.